# Percy Hobart
Percy Cleghorn Stanley Hobart (Nainital, Raj británico, 14 de junio de 1885 − Farnham, Inglaterra, 19 de febrero de 1957) fue un general e ingeniero militar británico. Apodado «Hobo», es célebre por dirigir la 79.ª División Acorazada durante la Segunda Guerra Mundial, con la cual desarrolló muchos de los vehículos acorazados especializados que se usaron durante el desembarco de Normandía y en las acciones posteriores.

## Primeros años y carrera militar
Nacido en la India británica, donde trabajaba su padre como funcionario, en su juventud Hobart estudió historia, literatura, pintura y arquitectura religiosa. En 1904 se graduó en la Real Academia Militar de Woolwich y fue destinado a los Ingenieros Reales. Primero sirvió en India y durante la Primera Guerra Mundial lo hizo en Francia y Mesopotamia. 
Tras este conflicto, asistió a la Escuela de Oficiales de Camberley en 1920 y en 1923 se presentó voluntario para ingresar en el Real Cuerpo de Tanques, donde resultó muy influido por las ideas sobre la guerra de Basil Liddell Hart. Entre 1923 y 1927 fue instructor de la Escuela de Oficiales en Quetta (Pakistán). En la época de entreguerras tuvo que lidiar por conseguir recursos para el desarrollo de vehículos acorazados cuando todavía imperaba el uso de caballería en los ejércitos. En 1928 se casó con Dorothea Field, hija de un coronel de los Royal Marines, con quien tuvo una hija. Su hermana Elizabeth contrajo matrimonio con el famoso general Bernard Law Montgomery. En 1937 fue nombrado Director de Entrenamiento Militar y ascendido a general.

## Segunda Guerra Mundial

Insignia de la 79.ª División Acorazada.

Sus ideas poco convencionales sobre la guerra acorazada llevaron a que el general Archibald Wavell mandara a Hobart a la jubilación en 1940. Se unió a los Voluntarios de Defensa Local, donde le encargaron la defensa de su pueblo, Chipping Campden. Gracias a las gestiones de algunos defensores de su labor, Winston Churchill lo realistó en 1941 para entrenar a la 11.ª División Acorazada. Aunque sus detractores siguieron pidiendo su retiro, ya tenía una edad avanzada (57 años) y había estado enfermo, Hobart fue puesto al frente de una unidad recién creada, la 79.ª División Acorazada.

### 79.ª División Acorazada
La desastrosa batalla de Dieppe en agosto de 1942 había demostrado a los Aliados la incapacidad de los blindados y la infantería para tomar posiciones fortificadas durante un desembarco anfibio. Y era un desembarco de ese tipo lo único que podían intentar los aliados para liberar Europa del yugo nazi. En la búsqueda de soluciones, el general Alan Brooke invitó a la unidad de Hobart a desarrollar vehículos acorazados experimentales, para lo cual contaba con el apoyo de su cuñado, el general en jefe de las fuerzas terrestres de los aliados Bernard Montgomery.
Bajo la dirección de Percy Hobart, la 79.ª ensambló unidades de carros de combate modificados que fueron colectivamente apodados como los Hobart's Funnies (Los juguetitos de Hobart). Eran tanques M4 Sherman y Churchill a los que se habían añadido antiminas, lanzallamas o útiles especiales que permitiesen tender puentes o rampas que ayudaran a salvar los acantilados. Muchos de ellos se usaron en el desembarco de Normandía en junio de 1944 y ayudaron a los soldados a hacerse con el control de las playas. El ejército de los Estados Unidos, que aportaba la mitad de la fuerza invasora, se negó a usar casi ninguno de ellos salvo el tanque Sherman anfibio. Los vehículos de la 79.ª no fueron desplegados como una única unidad, sino que se emplearon dentro de otras divisiones acorazadas para complementar sus capacidades. Hacia el final de la guerra la división de Hobart tenía casi setecientos vehículos. El 20 de agosto de 1945, tras la rendición alemana, la unidad fue disuelta. 
Percy Hobart se jubiló en 1946 y murió en 1957 en Farnham, Surrey.

## Condecoraciones
Por su labor durante la Primera Guerra Mundial, Hobart había sido galardonado con la Orden del Servicio Distinguido, la Cruz Militar y la Orden del Baño. En 1943 Hobart fue nombrado Caballero comandante de la Orden del Imperio Británico, y tras la guerra recibió la Legión al Mérito del ejército de EE. UU.